# 마조람
마조람(영어: marjoram 마저럼[*]; 학명: Origanum majorana 오리가눔 마요라나[*])은 꿀풀과의 여러해살이풀이다. 힌디어에서는 마루바카(Maruvaka), 마루타카(Marutaka), 파니약(Phanijjak), 프라스투푸스파(Prasthupushpa), 사미란(Samiran), 쿨사우라바(Kulsaurabha), 간담파트라(Gandhampatra), 캇파트라(Khatpatra) 등의 이명을 가지고 산스크리트어에서는 바로타(वरोट)라는 이명을 가진다.

## 특징
잎은 넓은 달걀 모양이고 6~8월에 담황색 또는 흰색 꽃이 핀다. 향기가 매우 강하여 향료로 쓰며, 약재로도 사용한다.

## 분포
키프로스 및 터키 원산이다.

## 쓰임새
‘고기의 허브’라는 별명이 있을 정도로 주로 고기요리에 사용되며 소스에까지 널리 쓰인다. 마저럼 생잎은 치즈요리나 샐러드에 어울리고 허브버터 등을 만들 때 잘게 썰어 넣기도 한다.